# 哀氏马先蒿
哀氏马先蒿（学名：Pedicularis elwesii）为列当科马先蒿属的植物。分布在喜马拉雅以及中国大陆的西藏、云南等地，生长于海拔3,200米至4,300米的地区，一般生长在高山草地中，目前尚未由人工引种栽培。

## 异名
- Pedicularis elwesii Hook. f. ssp. major (Li.) Tsoong
- Pedicularis elwesii Hook. f. ssp. minor Tsoong
- Pedicularis elwesii Hook. f. var. canescens Yamazaki